# Ленинкент (посёлок городского типа)
Ленинке́нт (кум. Атлыбоюн, авар. Ленинкент, дарг. Ленинкент, лезг. Ленинкент, лак. Ленинкент) — посёлок городского типа в Дагестане. Входит в городской округ город Махачкала. Подчинён Кировской районной администрации города Махачкала.
Расположен в 8 км к западу от города Махачкала.

## История
Ещё до революции Джелал-Эд-Дин Коркмасов приобрёл в окрестностях Махачкалы на свои средства земли для переселения кумыков из Атлы-Боюн.
С 1922 г Дагестанский обком, Наркомат земледелия ДАССР начали разрабатывать мероприятия по проведению организованного переселения горцев Дагестана на плоскость. С целью привлечения большего количества переселенцев ЦИК и Совнарком ДАССР в 1924 г приняли решение приступить к строительству двух образцово-показательных посёлков, в будущем получивших названых Самуркент и Ленинкент. Для заселения одного из посёлков были переселены жители села Атлы-Боюн, по названию которого и новый посёлок получил название Атлыбоюн. Постановлением ЦИК ДАССР от 20.09.1924 г. посёлок Атлыбоюн был переименован в Ленинкент.
Статус посёлка городского типа — с 1965 года.

## Население
| 1926    | 1939    | 1959    | 1970    | 1979    | 1989    |
| ------- | ------- | ------- | ------- | ------- | ------- |
| 122     | ↗518    | ↗943    | ↗2895   | ↗3627   | ↗5668   |
| 2002    | 2010    | 2012    | 2013    | 2014    | 2015    |
| ↗12 995 | ↗15 532 | ↗15 746 | ↗15 851 | ↗15 977 | ↗16 027 |
| 2016    | 2017    | 2018    | 2019    | 2020    | 2021    |
| ↗16 178 | ↗16 354 | ↗16 439 | ↗16 645 | ↗16 771 | ↗19 438 |
| 2023    | 2024    | 2025    |         |         |         |
| ↗19 556 | ↗19 632 | ↗19 795 |         |         |         |

Национальный состав
По данным Всероссийской переписи населения 2021 года:
| Народ      | Численность, чел. | Доля от всего населения, % |
| ---------- | ----------------- | -------------------------- |
| аварцы     | 12 771            | 65,70 %                    |
| кумыки     | 4 382             | 22,54 %                    |
| даргинцы   | 822               | 4,22 %                     |
| лакцы      | 293               | 1,50 %                     |
| лезгины    | 201               | 1,34 %                     |
| другие     | 289               | 1,48 %                     |
| не указали | 680               | 3,49 %                     |
| всего      | 19 438            | 100,00 %                   |

## Инфраструктура
- Средняя и начальная школа № 35.
- Негосударственное образовательное учреждение Основная общеобразовательная школа «Квант»;
- МОУ СОШ № 2;
- Администрация поселка;
- АТС № 51;
- детский сад № 93;
- поликлиника;
- женская консультация;
- милицейская школа;
- школа для глухонемых.

## Транспорт
Рядом с поселком проходит федеральная трасса Махачкала-Хасавюрт.
Между городом и посёлком курсируют маршрутные такси нескольких маршрутов № 125, 125-А, 100-А, 146 и 65 .
В полукилометре от поселка протекает канал Октябрьской революции.

## Условия проживания
Как во многих других населённых пунктах, в Ленинкенте существует множество проблем: большинство дорог не асфальтированы, водоснабжение производится по часам, кроме того, вода подается без очистки, на многих улицах отсутствует канализация в районе новых планов часты перебои с подачей электроэнергии, есть проблема с газификацией.
В поселке существует проблема со змеями, часты случаи их появления в нагорной части Ленинкента.

## Памятники
- Солдатам, защищавшим родину в годы ВОВ (в центре города).
- Джалалутдину Коркмасову (на ул. Коркмасова). Рядом с памятником находится сероводородный источник.